# Keszler János György
Keszler János György (Szerdahely, 1730. január 21. – Nagyszeben, 1795) evangélikus lelkész.

## Élete
Apja Keszler György császári-királyi tanácsos és királybíró volt. Gimnáziumi tanulmányait Nagyszebenben végezve, a helmstädti és 1753. június 5-én a jénai egyetemre iratkozott be; hazatérve a nagyszebeni gimnáziumban alkalmazták mint tanárt. 1758-ban ugyanott városi lelkész lett; 1766-ben Vurpódon választották meg.

## Munkái
- Pietas Exc. Dno. Francisco Wenceslay S. R. J. Com. a Vallis ... Transilvaniae Commendanti sub auspicatissimum in Transilvaniam adventum tenui Minerva Anno 1752. ineunte testata a Gymn. Cibinensi. Cibinii.
- Dissertatio quae inquirit in quaestionem: quonam sensu Omnipraesentia Dei ante mundum conditum sit tribuenda. Praeside M. Just. Christ. Hennings. Jenae, 1757.